# ایسلا اسپیریتو سانتو
ایسلا اسپیریتو سانتو (به اسپانیایی: Isla Espíritu Santo) یک جزیره در مکزیک است که در باخا کالیفرنیا سور واقع شده‌است. ایسلا اسپیریتو سانتو Uninh نفر جمعیت دارد.